# Willy Calewaert
Willy Gustaaf Jan Calewaert (Antwerpen, 26 oktober 1916 – Jette, 30 oktober 1993) was een Belgische politicus voor de BSP/SP.

## Studies
Hij studeerde aan de Rijksuniversiteit Gent (RUG) en de Vrije Universiteit Brussel (VUB) en werd in 1938 licentiaat in de criminologie, in 1939 doctor in de rechten en in 1953 geaggregeerde van het hoger onderwijs. Hij behoorde tot de eerste generatie studenten die afstudeerde aan de Nederlandstalige leergangen van de ULB en was er tijdens zijn studentenperiode lid van het Liberaal Vlaams Studentenverbond.

## Loopbaan
Vanaf 1939 was hij advocaat in zijn geboortestad Antwerpen. Tevens was hij ondervoorzitter van de Brusselse Antifascistenliga en steunde hij het republikeinse front tijdens de Spaanse Burgeroorlog. Tijdens de Tweede Wereldoorlog trad hij toe tot de verzetsbeweging Onafhankelijkheidsfront, die meevocht met de geallieerden in Merksem. Na de Bevrijding was hij van september 1944 tot mei 1946 substituut-krijgsauditeur, functie ingevoerd voor de vervolging van oorlogsmisdrijven. Hij keerde vervolgens terug naar de balie.

## Docent
Op 12 januari 1956 werd hij docent aan de Rijkshandelshogeschool in Antwerpen. Op 10 april 1957 werd hij ook assistent voor strafrecht en strafvordering aan de RUG. Op 22 april 1958 werd hij docent bij de faculteit Rechten, daarnaast belast met de cursus 'Natuurrecht' aan de faculteit letteren en wijsbegeerte. Tevens was hij lid van het redactiecomité van het Rechtskundig Tijdschrift van België en trad hij op als verslaggever voor België op het internationaal congres over sociaal verweer in april 1954 in Antwerpen. Hij was ook verslaggever op de Nederlands-Belgische criminologiedagen van 20-21 december 1958 in Brussel.

## Politiek
Uit de overtuiging dat vele misdrijven hun oorsprong in maatschappelijke wantoestanden vinden, besloot hij in de politiek te gaan. Van 1958 tot 1968 was hij gemeenteraadslid in Berchem-Antwerpen. Van 1968 tot 1981 zetelde hij voor de BSP en daarna de SP in de Senaat. Van 1968 tot 1971 was hij provinciaal senator en van 1971 tot 1981 was hij rechtstreeks verkozen senator voor het arrondissement Antwerpen. In de periode december 1971-oktober 1980 zetelde hij als gevolg van het toen bestaande dubbelmandaat ook in de Cultuurraad voor de Nederlandse Cultuurgemeenschap, die op 7 december 1971 werd geïnstalleerd. Vanaf 21 oktober 1980 tot november 1981 was hij tevens korte tijd lid van de Vlaamse Raad, de opvolger van de Cultuurraad en de voorloper van het huidige Vlaams Parlement.
Hij werd actief binnen de linkervleugel van de BSP die zich had verenigd rond het weekblad Links. Hierin was hij actief met onder meer Camille Huysmans en Ernest Mandel. Omstreeks 1958 uitte de groep met het manifest Links strijdend socialisme scherpe kritiek op de partijleiding van de BSP. Hierdoor kwam het (meermaals) tot een aanvaren met de BSP-partijtop. Calewaert deed wetsvoorstellen inzake de oprichting van crematoria, echtscheiding door feitelijke scheiding (1968), de legalisatie van abortus (1970), de legalisatie van euthanasie in het kader van waardig sterven (1963), de erkenning van de vrijzinnigheid en de islam (1972) en de schrapping van het verbod op anticonceptie (1973).

## Minister
Calewaert was tweemaal minister van Nationale Opvoeding, van 1973 tot 1974 en van 1980 tot 1981, en eenmaal minister van Openbaar Ambt en Institutionele Hervormingen, van 1979 tot 1980. Tijdens zijn ministerschap van onderwijs schokte hij katholiek Vlaanderen door te stellen dat de verzuiling van het onderwijs moest vervangen worden door gemeenschapsscholen. Tevens verzette hij zich tegen de invoering van een numerus clausus aan de universiteiten omdat dit, naar zijn mening, de vrijheid van de student aan banden legde.
Na het bereiken van de pensioengerechtigde leeftijd verliet hij de actieve politiek. Van 1984 tot 1986 was hij rechter in het Arbitragehof.
Na zijn dood - ten gevolge van aneurysma - werd hij gecremeerd, en werd zijn as uitgestrooid op de strooiweide van de Antwerpse begraafplaats Schoonselhof.